# Acetobacter pasteurianus
Acetobacter pasteurianus is een soort van azijnzuurbacteriën behorende tot het geslacht Acetobacter. De bacterie is gramnegatief.
De soort werd vernoemd naar de Franse bioloog Louis Pasteur.

## Ondersoorten
- Acetobacter pasteurianus ascendens (Henneberg 1898) De Ley and Frateur 1974
- Acetobacter pasteurianus estunensis (Carr 1958) De Ley and Frateur 1974
- Acetobacter pasteurianus lovaniensis (Frateur 1950) De Ley and Frateur 1974
- Acetobacter pasteurianus paradoxus (Frateur 1950) De Ley and Frateur 1974
- Acetobacter pasteurianus pasteurianus (Hansen 1879) De Ley and Frateur 1974